# Jana Klotsjkova
Jana Oleksandrivna Klotsjkova (Oekraïens: Яна Олександрівна Клочкова) (Simferopol, 7 augustus 1982) is een gewezen internationaal topzwemster uit Oekraïne, die in totaal vier gouden olympische medailles heeft gewonnen.
Klotsjkova was een uiterst veelzijdig zwemster en de wisselslag is haar dan ook op het lijf geschreven. Al op vijftienjarige leeftijd sloeg ze internationaal voor het eerst toe, op de loodzware 400 meter wisselslag bij de Europese kampioenschappen langebaan (50 meter) in Sevilla. Het bleek het begin te zijn van een langdurige dominatie op het veeleisende vierluik vlinder-, school-, rug- en vrije slag. 
Klotsjkova, dochter van twee in de atletiek actieve ouders, werd na haar dubbelslag (200 en 400 wissel) bij de Olympische Spelen van Sydney in eigen land verkozen tot Sportvrouw van het Jaar.
1968: Claudia Kolb ·
1972: Shane Gould ·
1984: Tracy Caulkins ·
1988: Daniela Hunger ·
1992: Lin Li ·
1996: Michelle Smith ·
2000: Jana Klotsjkova ·
2004: Jana Klotsjkova ·
2008: Stephanie Rice ·
2012: Ye Shiwen ·
2016: Katinka Hosszú ·
2020: Yui Ohashi ·
2024: Summer McIntosh
1964: Donna de Varona ·
1968: Claudia Kolb ·
1972: Gail Neall ·
1976: Ulrike Tauber ·
1980: Petra Schneider ·
1984: Tracy Caulkins ·
1988: Janet Evans ·
1992: Krisztina Egerszegi ·
1996: Michelle Smith ·
2000: Jana Klotsjkova ·
2004: Jana Klotsjkova ·
2008: Stephanie Rice ·
2012: Ye Shiwen ·
2016: Katinka Hosszú ·
2020: Yui Ohashi ·
2024: Summer McIntosh